# 笠原良策

笠原良策（白翁）肖像写真（福井市立郷土歴史博物館蔵）

笠原 良策（かさはら りょうさく、文化6年5月10日（1809年6月22日） - 明治13年（1880年）8月23日）は、江戸時代末期（幕末）の蘭方医。名は良、字（あざな）は子馬、号は鉄仏無涯堂、天香楼、桂窓、白翁。福井藩の町医。越前国足羽郡深見村（現・福井市）生まれ。父は福井城下の町医笠原龍斎。種痘の継続に尽力し、領内諸地域や北陸の近隣諸藩（府中・鯖江・大野・敦賀・大聖寺・金沢・富山）に種痘を広めた。

## 生涯

### 修行・痘苗輸入の歎願

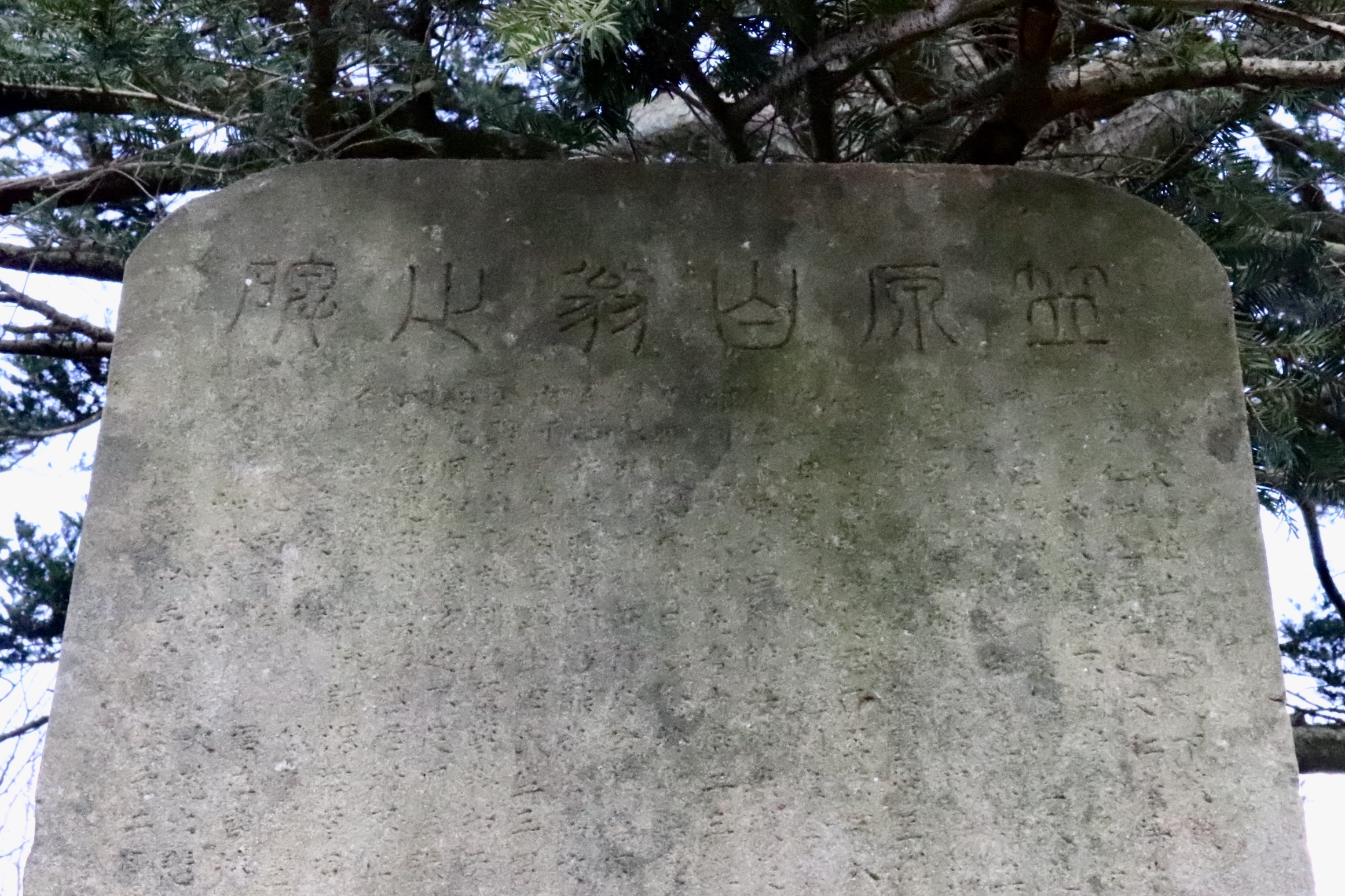
笠原白翁の碑（上部、福井市足羽山）

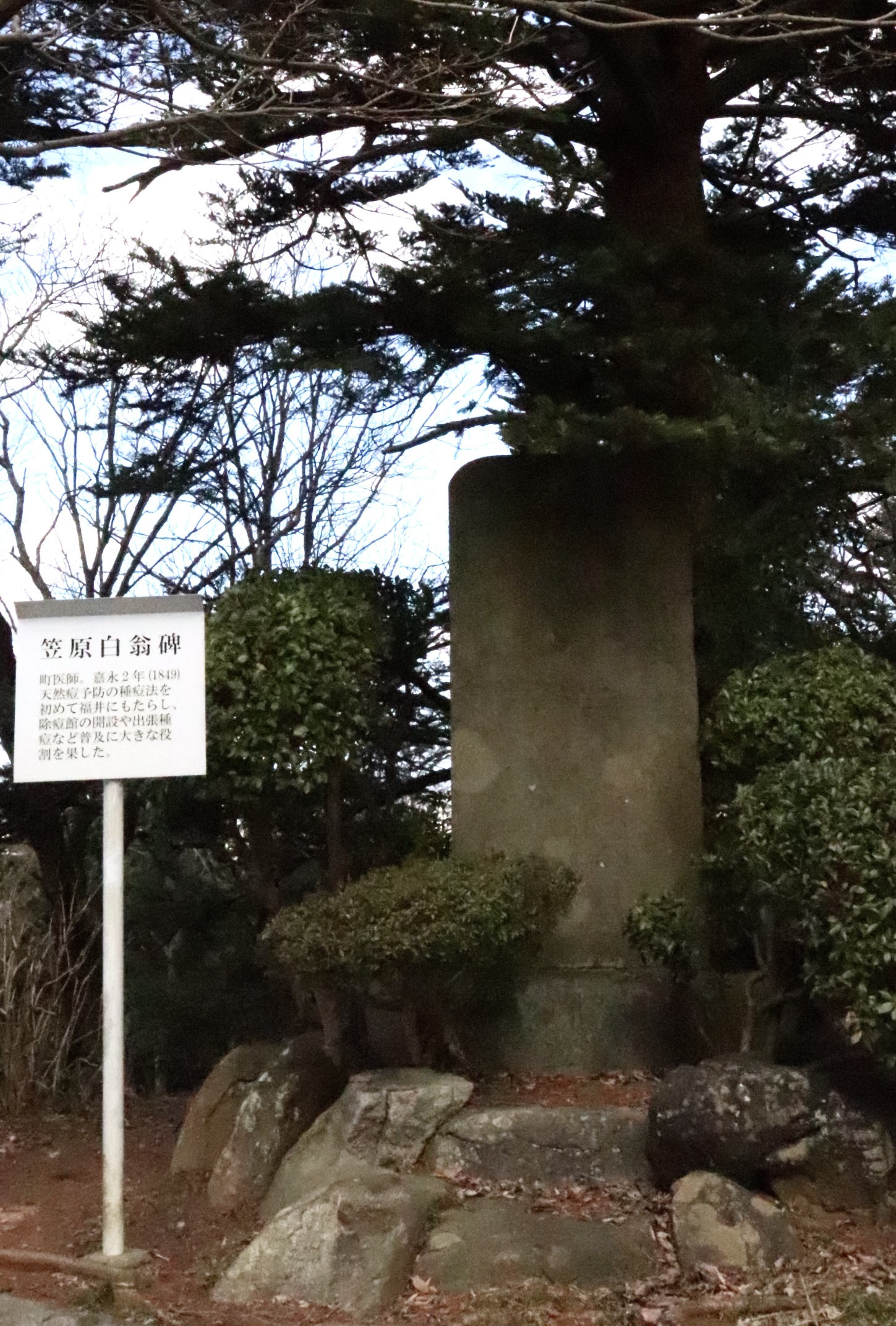
笠原白翁の碑（福井市足羽山）

15、6歳の頃から福井藩の医学所へ通い、妻木陸叟から本草学を学んだ。文政12年（1829年）から天保3年（1832年）にかけて江戸に出て磯野公道（漢方）に入門し、その後福井城下木田中町で開業。天保7・8年（1836年-1837年）頃、湯治に出かけた山中温泉で蘭方医の大武了玄（藤林普山、小石元瑞に学んだ大聖寺藩町医）に出会い、蘭方医学に興味を持ち入門した。さらに天保11年には、京都の日野鼎哉に入門して翌年まで修行した。
その後福井藩主松平春嶽に清国からの牛痘苗の輸入を弘化3年（1846年）、嘉永元年（1848年）の2度にわたって上申し、同年12月には福井藩から老中阿部正弘への内願を実現させた。翌嘉永2年（1849年）1月、藩江戸留守居中村八太夫から赴任直前の長崎奉行大屋明啓に対して長崎での尽力を依頼し、3月にも再び願書を送ったが、大屋からは100日を超える航海のなかで痘苗は毎回変性して効験がなくなるため、願書は取りあげがたい旨返答があった。

### 痘苗伝来
嘉永2年（1849年）6月26日、バタヴィアからオランダ船が移入に成功した牛痘苗（管入りの痘漿と乾燥した痘痂）を用いて、長崎出島で種痘が行われ、初めて活着した。笠原が福井に持ち帰った痘苗は、この最初の種痘から2か月の間に長崎の市中に広がっていたものが元になった。清国からの牛痘取寄せが実現する前にオランダ人からもたらされた痘苗が京都の日野鼎哉まで伝わったため、福井藩はこれを国許に持ち帰って種痘を進めたい旨、嘉永2年（1849年）12月に江戸御聞番の中村八太夫から老中阿部正弘に対して申上した。
痘苗が福井城下まで植え継がれる日どりは以下の通りである。
長崎奉行所の唐通司頴川四郎八は、外科の姉山健輔に依頼して8月28日、孫2人に種痘を受けさせて得た痘痂を、9月6日に京都の日野鼎哉（1797-1850、笠原良策の師）のもとに発送し、日野はこれを9月19日に受け取った。一方、痘苗伝来の知らせをうけて9月晦日に福井城下を出発した笠原が京都の日野宅に到着したのは、10月5日であった。同月16日には日野の除痘館が開館し、笠原はここで種痘に関わって詳細な接種法を学んだ。この間、伝苗を依頼してきた大阪の緒方洪庵・日野葛民（鼎哉弟）らに11月1日に分苗するとともに、同月7日の大阪道修町種痘所の開設に臨席した。一方で、福井藩内で種痘が断絶にした際の備えとして、京都と同様に分苗する旨を申述し、接種法を伝授した。
そして11月下旬、当時痘苗を移動する際に最も確実である人から人に植え継ぐ方法によって、笠原らは豪雪の栃ノ木峠を越えて、11月25日、福井城下へ痘苗をもたらした。福井までの足取りを以下に纏める。
| 月 日    | 行程・宿泊先等 |
| -------- | --- |
| 11月19日 | 雨、京都を出発、大津泊（宿：金倉町木屋熊次郎）。 |
| 11月20日 | 夕方雨雪、大津から船で矢走（矢橋、現滋賀県草津市）へ上陸、武佐村泊（現滋賀県近江八幡市、宿：米屋源兵衛）。 |
| 11月21日 | 晴、西風すこぶる烈しく飛雪、長浜泊（宿：塩屋又左衛門）。 |
| 11月22日 | 半晴れ、風静か、出発前の11月16日に京都で接種した柿屋宗（惣）助子2名から、福井から上京させて同行していた赤坂善兵衛子2名へ植え継いだ。宗助親子は京都へ帰す。木本泊（滋賀県木之本町、宿：堺屋）。                                                                         |
| 11月23日 | 雨雪、北風で雪うずまく、柳瀬雪4尺、午後「椿嶺」（椿坂峠）。河内から人足を増やし過金して進む。日暮れ時に栃木峠雪6、7尺（約180-210cm）、断崖には雪の塊（「雪団」）が転々。板取宿の寺田何某が迎えの者を2名出してくれた。「初更」（午後8時ごろ）板取着板取泊（宿：寺田）。 |
| 11月24日 | 今庄雪2尺、黄昏時に府中着、府中泊（現福井県越前市、宿畳屋）。斎藤（策順）・生駒（耕雲）・渡辺（静庵）来訪。 |
| 11月25日 | 夜明けには輿が迎えに来て、浅水（現福井県福井市）の橘屋で小休止ののち、午後福井城下着。秋田（八郎兵衛）・福井藩医細井玄養来訪。午後種痘。生駒種痘見学。 |

### 福井からの痘苗伝播
翌嘉永3年（1850年）1月、笠原は近隣地域・諸藩の蘭方医に対して書状を送って痘苗入手の経緯を説明し、分苗希望のあった府中・鯖江・大野・敦賀・大聖寺・金沢・富山へ痘苗を分けていった。笠原がもたらした痘苗が越前各地や隣国に伝播した年月日とその後の経過は、以下のとおりである。
| 藩・地域       | 伝苗年月日               | おもな担当医                             | その後の経過 |
| -------------- | ------------------------ | ---------------------------------------- | --- |
| 福井藩・府中   | 嘉永2年（1849年）12月5日 | 斎藤策順・渡辺静庵・生駒駿造             | 渡辺静庵実子、他3名に接種。嘉永3年（1850年）9月10日絶苗。嘉永4年（1851年）5月8日苗児2名と付添人が府中へ派遣され、再伝苗。 |
| 福井藩・金津   | 嘉永3年（1850年）4月11日 | 井代淡斎                                 | 金津除痘館開館。嘉永3年（1850年）9月16日絶苗。嘉永4年（1851年）10月2日再伝苗。 |
| 福井藩・三国   | -                        | -                                        | 嘉永3年（1850年）3-5月、伊藤泰順・木村斎宮らが笠原社中へ入門するも、三国仲間の加印なく分苗せず。嘉永5年（1852年）4月11日三国で天然痘流行、金津で連日4、5人ずつ接種。                                                                      |
| 幕府領・本保   | 嘉永3年（1850年）6月21日 | 河野恭斎                                 | 府中社中から本保本陣にて伝苗。 |
| 鯖江藩・鯖江   | 嘉永3年（1850年）3月9日  | 雨宮玄仲・土屋得所・内藤道逸・内藤隆伯   | 松原内次助・八百屋与兵衛小児2名と付添人を鯖江に派遣。嘉永5年（1852年）3月9日除痘館再興のために再伝苗。安政6年（1859年）3月17日-9月27日池田地域東俣組の37か村で出張種痘。万延元年（1860年）3月21日-8月14日池田地域市組の32か村で出張種痘。 |
| 大野藩・大野   | 嘉永3年（1850年）3月21日 | 林雲渓・中村岱佐                         | 大野の煙草屋小児に接種、9月17日絶苗の風聞。嘉永3年（1850年）冬再伝苗。 |
| 大野藩・織田村 | 嘉永6年（1853年）1月27日 | 小山養寿                                 | 鯖江藩糸生村内藤道逸より盗苗、在々の村々へ出張。不調法を謝罪の上、安政4年（1857年）閏5月7日別館開館。 |
| 加賀藩・金沢   | 嘉永3年（1850年）2月16日 | 黒川良安・黒川元良・津田随分斎・明石昭斎 | 家児に接種、伝苗。16日から種痘。加賀藩役人および江戸屋敷へ内談中。 |
| 大聖寺藩       | 嘉永3年（1850年）4月27日 | 大武了玄・岡澤終吉                       | 小児を連れてきて伝苗依頼。嘉永6年（1853年）2月11日再伝苗依頼。 |
| 富山藩         | 嘉永3年（1850年）1月24日 | 横地元丈・高桑厳吉                       | 伝苗。安政2年（1855年）10月8に利再伝苗、ガラス器一具貸与。 |
| 小浜藩・敦賀   | 嘉永3年（1850年）3月9日  | 吉田礼之亮・吉田三郎                     | 3名に接種、翌嘉永4年（1851年）3月10日、3名に接種、ガラス板を貸与。その後、敦賀では種痘植留（禁止）。 |

笠原は、京都から江戸の福井藩邸へも痘苗を送った。江戸への到着は嘉永2年（1849年）11月28日で、翌29日、霊岸島中屋敷で半井仲庵（元冲、1812～1872年）が市川斎宮の娘に接種したのが福井藩邸での最初の種痘であった。これより早く、江戸には佐賀藩を経由して痘苗が到着しており、伊東玄朴から桑田立斎が受継ぎ、半井は、11月18日からその種痘を手伝うことで詳細な接種法を実習した。なお、半井はこの年末松代藩に帰国予定であった佐久間象山に伝苗している。また、福井に到着してからも12月16日に江戸の半井仲庵あてに、痘苗（「鮮苗」）1箱と種痘姓名録等を送っている。

### 仮除痘所と種痘継続の難しさ
笠原は、福井城下浜町自宅の隣家（25畳）を購入・改造し、「除痘館誓約」を定めて、仮の除痘所とした。この時、運営に関わったのは惣裁となった笠原のほか、三崎玉雲・大岩主一など10名ほどの町医であった。翌嘉永3年（1850年）2月、福井藩は、種痘後に再感することはなく、除痘所に年々20俵ずつ下付するので謝礼の支払いなく町在広く療治を受けるよう触書を出した。あわせて藩医3名を種痘係として、奥医師のうち1名が館に詰めることを命じたものの、種痘に対する人びとの抵抗は予想以上に大きく、藩医からの反発や中傷も激しかった。
盛夏と厳冬・年末年始には被種痘児がとくに集まりにくく、種痘が継続できずに痘苗が絶えてしまう危険性が高まった。実際に、笠原が痘苗を分けた福井藩内の府中・金津および大野藩では、翌年の嘉永3年（1850年）秋頃までに断絶してしまった。鯖江藩、大聖寺藩、富山藩でも絶苗の年月日は不明であるが、嘉永5年（1852年）から安政2年（1855年）までに再伝苗が必要だった。嘉永3年（1850年）秋には笠原社中の医師たちであっても、町医としての家業との両立は難しく欠席・遅刻がちとなり、さらに年末年始には、菓子料や手間代を払っても被種痘児がほとんど集まらない状況になった。笠原の財政的な逼迫も次第に深刻になっていった。

### 藩営除痘館
こうした状況の中嘉永4年（1851年）8月、福井藩は目付の石原甚十郎（?-1863年）を「種痘接続掛り」に任命し、組織的な種痘の運営体制づくりを開始することになる。運営を任された医師は74名に上り、全体を総括する「総管」は岩佐玄珪・勝沢一順ら藩医が勤め、在国のほぼすべての藩医にあたる40名に、総管助・同書記・種痘方・診察方・種痘方手伝等が割り当てられた。それまで種痘を中心的に担ってきた笠原、三崎玉雲・山本宗平・大岩主一ら10名は「鑑定・種痘方」に位置付けられた。これ以外の大月斎庵ら24名の町医には種痘方手伝・応接方が割り当てられ、それぞれの出席割当が定められた。
そして嘉永4年（1851年）10月、下江戸町に新たに除痘館（100畳余）が開設された。その後、除痘館は安政2年（1855）1月に藩医学所（済世館）講堂の東側に増築・併設された（3月竣工、～1870年まで）。
嘉永5年（1852年）9月頃には福井周辺で天然痘が大流行し、除痘館前には早朝から100人から200人ほどが群集したという。これ以降、鑑定方、種痘方等の医師の出席割当が拡充され、多数の被種痘児を混乱なく種痘を施し善感まで導くための詳細な種痘運営マニュアルである「手続書」 が作成された。種痘を担当する目付は、石原甚十郎のあとは海福猪兵衛・小宮山周蔵・出淵伝之丞・市村市十郎らによって、65年（慶応元）までおよそ14年間にわたって継続された。

### 出張種痘
城下の外への出張種痘は、安政2年（1855年）に越前海岸沿いの蒲生浦（5回）と小丹生浦（2回）に対して行われた。これは、笠原が除痘館掛りの目付海福猪兵衛と郡奉行岡田喜八郎の支援を受けて実施した取組みではあったが、多額の赤字を生み、継続することはできなかった。

### 白翁と改名
笠原は万延元年（1860年）9月には、内願によって休息（あわせて一代限り帯刀御免）。養子の健蔵が父と同様に御目見医師となった。この頃に「白翁」の号を名乗った。「白翁」はラテン語で牛痘を意味する「ハクシーネ」の漢訳から採られたとされる。文久2年（1862年）12月には、それまでの医業尽力に対して年々「合力米」10俵が給されている（1866年12月10俵加増） 。
明治3年（1870年）7月から元藩五病院のうち孝顕寺病院医長介兼主務役。明治5年（1872年）6月文部省種痘免許取得  。
明治13年（1880年）8月23日、東京神田区三崎町の寓居先で慢性の腸炎に悩まされて死去。墓所は福井市大安寺。
大正13年（1924年）、従五位を追贈された。

### 種痘針
嘉永5年（1852年）1月の笠原から「外科道具師　安則」あての手紙から、笠原は京都の外科道具師「安則」の種痘針を使っていたことがわかる。「外科道具師　安則」は、華岡青洲（1760-1835）が外科器具の作製を依頼し鍛冶職から専門化していった「真竜軒安則」か、その後継者と考えられる。

## 著書
- 『牛痘問答』
- 『牛痘鑑法』
- 『狛仲君脉症簿』[35]

## 小説
吉村昭が、笠原を主人公とし、史実をベースにした少年向け読み物「めっちゃ医師伝」を発表（「めっちゃ」は天然痘の当時の俗称）。その後、笠原の子孫から資料の提供を受け、大幅に補足した歴史小説「雪の花」となった。同作は2025年に「雪の花 -ともに在りて-」の題で映画化された。笠原役は松坂桃李。